# Râul Bejanu
Râul Bejanu este un afluent al râului Timișana. 

## Hărți
- Harta județului Timiș